# Захарій Вернер
Фрі́дріх-Лю́двіг-Заха́рія Ве́рнер (нім. Friedrich Ludwig Zacharias Werner; 18 листопада 1768, Кенігсберг, нині — Калінінград, Росія — 17 січня 1823, Відень) — німецький поет, драматург.

## Біографія
1793 року вступив на державну службу, жив у Варшаві. 24 лютого 1804 року померла його мама, яку він дуже любив, а за два дні до того — його друг. Цього дня він ніколи не міг забути й свій найкращий твір назвав «Двадцять четверте лютого».
1805 року покинув державну службу.
Написав для Берлінського театру «Мартін Лютер» (видано 1876 року), де історію змішано з містичною фантазією.
1809 року перейшов у католицизм і став священиком.
У 1816—1819 роках жив на Поділлі в графа Холоневського, був почесним каноніком у Кам'янці-Подільському. Потім жив у Відні.